# Antonio Maria Bettoli
Antonio Maria Bettoli (Parma, 1733 – Parma, 1777) è stato un architetto italiano.

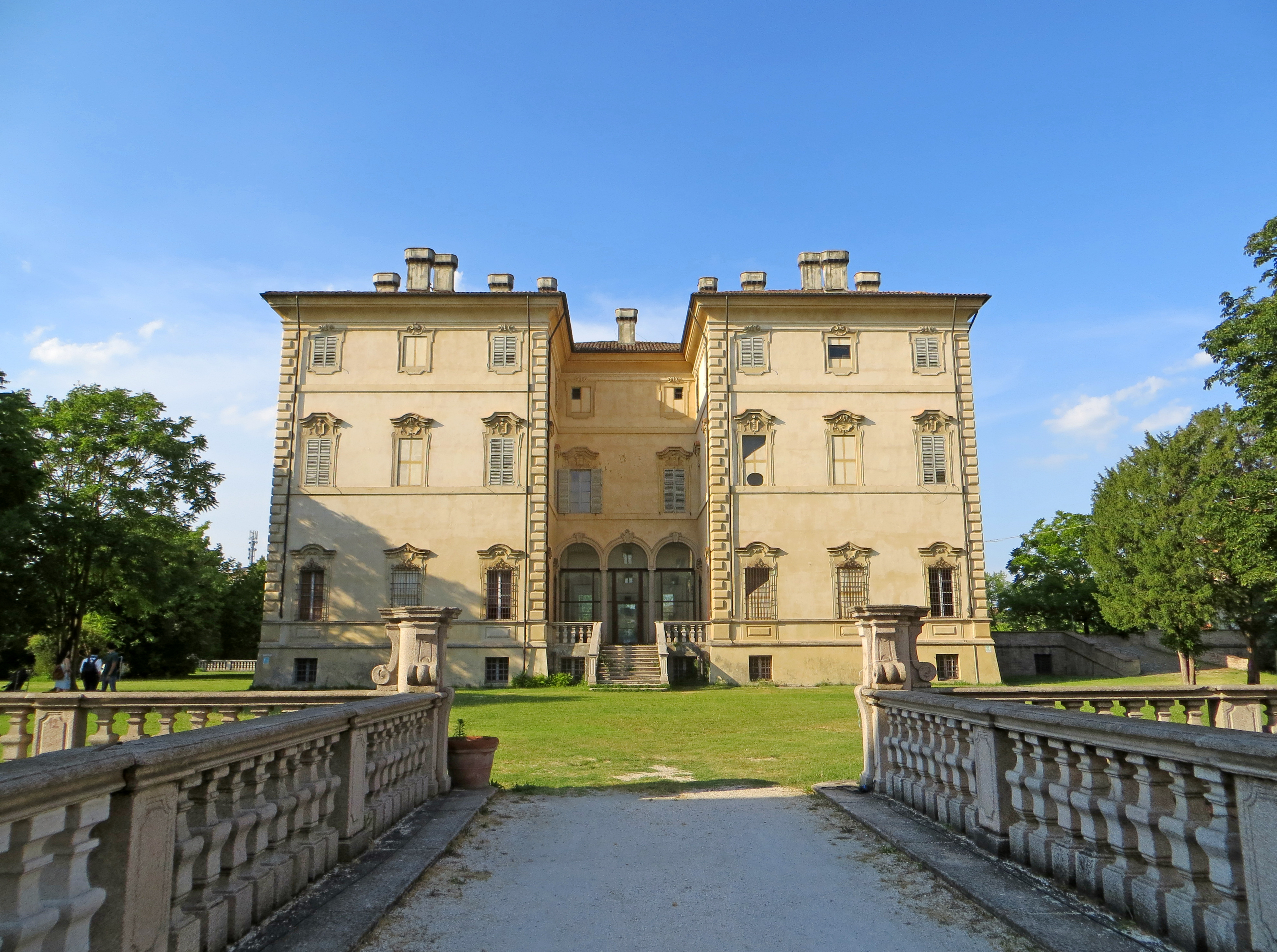
Villa Pallavicino a Busseto

Operò come architetto e capomastro alla realizzazione di diversi palazzi e chiese di Parma e provincia.

## Biografia
Nacque in una famiglia di mastri muratori e architetti molto attiva nella città emiliana tra il ‘700 e l’800.
Tra le principali realizzazioni del Bettoli si annoverano l'ampliamento e l'abbellimento degli edifici di proprietà di Alessandro II Pallavicino. Oltre ad interventi alla facciata di Palazzo Pallavicino a Parma sono opera dell'architetto l'innalzamento di un piano di Villa Pallavicino a Busseto nonché l'inserimento di altri elementi architettonici nella stessa realizzati prima del 1746. A lui si deve il progetto dell'ampliamento della chiesa delle monache teresiane poi operato da Ottavio Bettoli. In collaborazione col fratello Carlo realizzò la nuova facciata della chiesa di San Rocco a Parma tra il 1737 e il 1754 e in seguito il nuovo campanile dello stesso tempio gesuita. Gli viene attribuita anche la progettazione della chiesa di Santa Maria Nascente di Mezzano Inferiore.